# Liste der brasilianischen Botschafter in Trinidad und Tobago
Die Botschaft befindet sich in der 18 Sweet Briar Road im Stadtteil St. Clair der trinidadischen Hauptstadt Port of Spain. Der jeweilige Botschafter in Port of Spain ist regelmäßig auch im 500 km nördlich gelegenen Inselstaat Dominica akkreditiert.
| Ernannt       | Name                            | Bemerkungen | ernannt während der Regierung von | akkreditiert während der Regierung von | Posten verlassen |
| ------------- | ------------------------------- | --- | --------------------------------- | -------------------------------------- | ---------------- |
| 1966          | José Maria Bello                | Geschäftsträger | Humberto Castelo Branco           | Eric Eustace Williams                  | 1969             |
| 1967          | Asdrúbal Pinto de Ulysséa       | Geschäftsträger 1980 Botschafter in Georgetown. | Artur da Costa e Silva            | Eric Eustace Williams                  |                  |
| 1968          | Francisco Hermógenes de Paula   | Geschäftsträger, 1969: Geschäftsträger in Abidjan, 1975 Geschäftsträger am Konsulat in Montreal.                                                                                           | Artur da Costa e Silva            | Eric Eustace Williams                  |                  |
| 1969          | Ney Lemos de Oliveira           | Geschäftsträger, 1983: Botschafter in Bangkok. | Emílio Garrastazu Médici          | Eric Eustace Williams                  |                  |
| 1969          | Paulus da Silva Castro          | Geschäftsträger | Emílio Garrastazu Médici          | Eric Eustace Williams                  |                  |
| 1969          | Guilherme Weinschenk            | Geschäftsträger 1971: Geschäftsträger in Guatemala, 1. Januar bis 10. Februar 1975: Geschäftsträger in Asunción.                                                                           | Emílio Garrastazu Médici          | Eric Eustace Williams                  |                  |
| 1969          | Ayrton Diniz                    | Geschäftsträger 1958–1959: Botschafter in Athen | Emílio Garrastazu Médici          | Eric Eustace Williams                  |                  |
| 1969          | Jorge Alberto Nogueira Ribeiro  | Geschäftsträger | Emílio Garrastazu Médici          | Eric Eustace Williams                  |                  |
| 18. Feb. 1970 | Dora Alendar de Vaconcellos     | (* 1911 in Rio de Janeiro; † 25. April 1973 in Port of Spain), Botschafter in Warschau, 1966 – 10. Mai 1966: Botschafter in Ottawa.                                                        | Emílio Garrastazu Médici          | Eric Eustace Williams                  | 20. Apr. 1973    |
| 19. Okt. 1978 | Amaury Bier                     | | Ernesto Geisel                    | Eric Eustace Williams                  | 1984             |
| 17. Jan. 1985 | Octávio Luiz de Berenguer Cesar | (* 15. Juli 1925 in Mexiko) Sohn von Jacome Baggi de Berenguer und Beatriz Pacheco, heiratete Maria dos Prazeres de Berenguer Cesar (1929–2010)                                            | Sarney                            | George Michael Chambers                |                  |
| 28. Juni 1988 | Fernando Silva Alves            | [ 3 ] | Sarney                            | Arthur N. R. Robinson                  |                  |
| 16. Okt. 1992 | Agildo Sellos Moura             | [ 4 ] | Itamar Franco                     | Patrick Manning                        |                  |
| 1996          | José Marcus Vinícius de Souza   | (21. Oktober 1945 in Fortaleza) Sohn von Yolanda Gurgel und José Colombo de Sousa | Fernando Henrique Cardoso         | Basdeo Panday                          | 22. Apr. 2003    |
| 22. Apr. 2003 | Gilda Maria Ramos Guimarães     | (* 22. Juni 1935) Tochter von Maria José Ramos und Joaquim Dias de Souza Guimarães, 1999 Botschafterin in Guatemala                                                                        | Luiz Inácio Lula da Silva         | Patrick Manning                        |                  |
| 2. Aug. 2006  | Luiz Fernando Gouvêa de Athayde | (* 3. November 1945) | Luiz Inácio Lula da Silva         | Patrick Manning                        |                  |
| 1. Okt. 2009  | Haroldo Teixeira Valladão Filho | (* 30. März 1948 in Rio de Janeiro) Sohn von Margarida Bandeira de Mello Valladão und Haroldo Teixeira Valladão, presented his credentials to President Stjepan Mesic on 23 November 2006. | Luiz Inácio Lula da Silva         | Patrick Manning                        |                  |
| 24. Aug. 2011 | Paulo Sergio Traballi Bozzi     | (* 24. August 1947 in Rio de Janeiro) Sohn von Francisca Traballi und Mário Bozzi. | Dilma Rousseff                    | Kamla Persad-Bissessar                 |                  |